# Microrregión de Miracema do Tocantins
La microrregión de Miracema do Tocantins es una de las microrregiones del estado brasilero del Tocantins perteneciente a la mesorregión Occidental del Tocantins. Su población fue estimada en 2006 por el IBGE en 145.535 habitantes y está dividida en 24 municipios. Posee un área total de 34.721,860 km².

## Municipios
- Abreulândia
- Araguacema
- Barrolândia
- Bernardo Sayão
- Brasilândia do Tocantins
- Caseara
- Colméia
- Couto de Magalhães
- Divinópolis do Tocantins
- Dois Irmãos do Tocantins
- Fortaleza do Tabocão
- Goianorte
- Guaraí
- Itaporã do Tocantins
- Juarina
- Marianópolis do Tocantins
- Miracema do Tocantins
- Miranorte
- Monte Santo do Tocantins
- Pequizeiro
- Presidente Kennedy
- Rio dos Bois
- Tupirama
- Tupiratins

- Datos: Q1909380